# Episodi di Dino Ranch
Gli episodi di Dino Ranch sono stati trasmessi dal 16 gennaio 2021 in Canada su CBC e il 18 gennaio negli Stati Uniti su Disney Junior.
In Italia la serie è stata trasmessa per la prima volta il 6 settembre 2021 su Cartoonito.

## Prima stagione
| n° | Titolo originale            | Titolo italiano               | Prima TV originale | Prima TV Italia   |
| -- | --------------------------- | ----------------------------- | ------------------ | ----------------- |
| 1  | Big Jon Big Trouble         | Grande Jon, Grande Guaio      | 16 gennaio 2021    | 6 settembre 2021  |
| 2  | Min’s Quest                 | L'impresa di Min              | 16 gennaio 2021    | 6 settembre 2021  |
| 3  | Stop That Spinosaurus!      | Fermate lo Spinosauro!        | 18 gennaio 2021    | 7 settembre 2021  |
| 4  | The Spookasaurus            | Lo Spaventosauro              | 18 gennaio 2021    | 7 settembre 2021  |
| 5  | Jane’s Perfect Present      | Il regalo perfetto            | 19 gennaio 2021    | 8 settembre 2021  |
| 6  | Pterodactyl-Doodle-Doo      | Ptero-chicchirichi'           | 19 gennaio 2021    | 8 settembre 2021  |
| 7  | The Long Way Home           | La lunga strada verso casa    | 25 gennaio 2021    | 9 settembre 2021  |
| 8  | Trade in the Shade          | La raccolta delle mele        | 25 gennaio 2021    | 9 settembre 2021  |
| 9  | Small Wonder                | Un piccolo aiutante           | 1º febbraio 2021   | 10 settembre 2021 |
| 10 | Dino Check-up Hiccup        | Lo stegoscopio di Min         | 1º febbraio 2021   | 10 settembre 2021 |
| 11 | Tinhorn Trouble             | I pestiferi Tinhorn           | 8 febbraio 2021    | 13 settembre 2021 |
| 12 | Family Comes First          | La famiglia prima di tutto    | 8 febbraio 2021    | 13 settembre 2021 |
| 13 | Clover’s Tiny Problem       | Il piccolo problema di Clover | 15 febbraio 2021   | 14 settembre 2021 |
| 14 | Tango’s BFF                 | La migliore amica di Tango    | 15 febbraio 2021   | 14 settembre 2021 |
| 15 | Home on the Range           | Una casa nella natura         | 8 marzo 2021       | 15 settembre 2021 |
| 16 | Miguel’s Compy Conundrum    | Il compso-dilemma di Miguel   | 8 marzo 2021       | 15 settembre 2021 |
| 17 | The Ten Gallon Trophy       | Il cappello da cowboy         | 22 marzo 2021      | 16 settembre 2021 |
| 18 | Plane Crazy                 | Il sogno di Miguel            | 22 marzo 2021      | 16 settembre 2021 |
| 19 | Sneaky Swipers              | Strani furti                  | 3 aprile 2021      | 17 settembre 2021 |
| 20 | Clover’s Height Fright      | Le vertigini di Clover        | 3 aprile 2021      | 17 settembre 2021 |
| 21 | The Ballad of Big Jon       | La ballata di Big Jon         | 10 aprile 2021     | 20 settembre 2021 |
| 22 | One Good Turn               | Una buona azione              | 10 aprile 2021     | 20 settembre 2021 |
| 23 | Guitar Heroes               | Chitarristi                   | 1º maggio 2021     | 21 settembre 2021 |
| 24 | Wild Wild Thunderfoot       | Il Selvaggio Zampa Tonante    | 1º maggio 2021     | 21 settembre 2021 |
| 25 | Lost Dinosaur               | Il dinosauro perduto          | 8 maggio 2021      | 22 settembre 2021 |
| 26 | The Dino Doldrums           | Il dino-contagio              | 8 maggio 2021      | 22 settembre 2021 |
| 27 | Goliath's Little Helper     | L'aiutante di Goliath         | 28 giugno 2021     | 23 settembre 2021 |
| 28 | Have You Herd?              | Qual è la tua mandria?        | 28 giugno 2021     | 23 settembre 2021 |
| 29 | Treasure Ranch              | Il tesoro del Ranch           | 12 luglio 2021     | 24 settembre 2021 |
| 30 | Good Neighbors              | Buoni vicini                  | 12 luglio 2021     | 24 settembre 2021 |
| 31 | Blitz Be Gone               | I denti di Blitz              | 26 luglio 2021     | 27 settembre 2021 |
| 32 | Little Big Shot             | Piccolo grande lancio         | 26 luglio 2021     | 27 settembre 2021 |
| 33 | Pterodackattack!            | Pteroattacco                  | 17 luglio 2021     | 28 settembre 2021 |
| 34 | Sonny the Kid               | Il ladro di dinosauri         | 17 luglio 2021     | 28 settembre 2021 |
| 35 | Dino Sore                   | Nuovi ruoli                   | 24 settembre 2021  | 29 settembre 2021 |
| 36 | Strife in the Fast Lane     | Corsa contro il tempo         | 24 settembre 2021  | 29 settembre 2021 |
| 37 | Ranch-a-Pal-ooza            | Una giornata divertente       | 22 ottobre 2021    | 30 settembre 2021 |
| 38 | Sky's the Limit             | Lezioni di volo               | 22 ottobre 2021    | 30 settembre 2021 |
| 39 | Trading Day                 | Lo scambio                    | 29 ottobre 2021    | 1º ottobre 2022   |
| 40 | It's a Dino Egg-Mergency!   | Emergenza uova                | 29 ottobre 2021    | 1º ottobre 2022   |
| 41 | Family Feud                 | Litigi in famiglia            | 19 novembre 2021   | 5 ottobre 2022    |
| 42 | This Ranch Ain't Big Enough | Un ranch, due giganti         | 19 novembre 2021   | 5 ottobre 2022    |
| 43 | Herds of a Feather          | Lo scambio di uova            | 17 dicembre 2021   | 6 ottobre 2022    |
| 44 | Stink to High Noon          | Le piante puzzoline           | 17 dicembre 2021   | 6 ottobre 2022    |
| 45 | Calling All Riders!         | La staffetta                  | 14 gennaio 2022    | 7 ottobre 2022    |
| 46 | Ridin' Mighty               | Il dino-domatore              | 14 gennaio 2022    | 7 ottobre 2022    |
| 47 | Storm-A-Lert                | L'Allerta Pioggia             | 4 marzo 2022       | 10 ottobre 2022   |
| 48 | Adoptasaurus Rex            | Adottasaurus Rex              | 4 marzo 2022       | 10 ottobre 2022   |
| 49 | The Great Dinosaur Getaway  | La grande fuga                | 18 marzo 2022      | 11 ottobre 2022   |
| 50 | Dino Ranch Rocks            | Il dinosauro ballerino        | 18 marzo 2022      | 11 ottobre 2022   |
| 51 | Tall in the Saddle Drive    | La vecchia Betty              | 15 aprile 2022     | 12 ottobre 2022   |
| 52 | Min-Perfection              | Min-perfezione                | 15 aprile 2022     | 12 ottobre 2022   |

## Seconda stagione
| n° | Titolo originale                    | Titolo italiano                | Prima TV originale | Prima TV Italia |
| -- | ----------------------------------- | ------------------------------ | ------------------ | --------------- |
| 1  | Wranglin' Thunderfoot               | Il velociraptor dispettoso     | 22 luglio 2022     | 6 marzo 2023    |
| 2  | Wings Over Dino Ranch               | I gigli di luna                | 22 luglio 2022     | 6 marzo 2023    |
| 3  | Bathtime for Bopper                 | L'ora del bagnetto             | 29 luglio 2022     | 7 marzo 2023    |
| 4  | Min Flies Solo                      | Min vola da sola               | 29 luglio 2022     | 7 marzo 2023    |
| 5  | Tango Dino-Sits                     | Tango dino-sitter              | 5 agosto 2022      | 8 marzo 2023    |
| 6  | Fast Friends                        | Veloci-amici                   | 5 agosto 2022      | 8 marzo 2023    |
| 7  | The Litterhorns                     | Il torrente inquinato          | 13 agosto 2022     | 9 marzo 2023    |
| 8  | One Very Special Bronto             | Un brontosauro molto speciale  | 13 agosto 2022     | 9 marzo 2023    |
| 9  | Dino Ranchers - Roll!               | Il Dino-Rimorchio              | 20 agosto 2022     | 10 marzo 2023   |
| 10 | Risk it for Biscuit                 | Un viaggio movimentato         | 20 agosto 2022     | 10 marzo 2023   |
| 11 | Dino-SOAR!                          | A pieni voti                   | 26 agosto 2022     | 14 marzo 2023   |
| 12 | The Flyer and Rescue Squad          | Dinosauri golosi               | 26 agosto 2022     | 15 marzo 2023   |
| 13 | Winging It                          | Piccola ala                    | 3 settembre 2022   | 13 marzo 2023   |
| 14 | Eggs on the Edge                    | Uova in pericolo               | 3 settembre 2022   | 14 marzo 2023   |
| 15 | The Mighty Dino Mites               |                                | 17 settembre 2022  | 20 marzo 2023   |
| 16 | Home Sweet Home                     |                                | 17 settembre 2022  | 20 marzo 2023   |
| 17 | The Creepy Cryosaur                 | Il terribile Criosauro         | 1º ottobre 2022    | 16 marzo 2023   |
| 18 | Jon's Dino Detour                   | Cambio di programma            | 1º ottobre 2022    | 16 marzo 2023   |
| 19 | Miguel VS Thunderfoot               | Il ponte di Miguel             | 15 ottobre 2022    | 17 marzo 2023   |
| 20 | Light Touch Tango                   | Un tocco leggero               | 15 ottobre 2022    | 17 marzo 2023   |
| 21 | Perky Finds His Purpose             | La vocazione di Pepe           | 29 ottobre 2022    | 20 marzo 2023   |
| 22 | Raptor Showdown                     | Sfida tra raptor               | 29 ottobre 2022    | 20 marzo 2023   |
| 23 | Friendship Clashes                  | Litigi tra amici               | 11 novembre 2022   | 21 marzo 2023   |
| 24 | Tango Takes Charge                  | Tango al comando               | 11 novembre 2022   | 21 marzo 2023   |
| 25 | A Dino-Might Night                  | Una notte Dino-Mitica          | 3 dicembre 2022    | 2 ottobre 2023  |
| 26 | Luna Sees the Light                 | Una luce per Luna              | 3 dicembre 2022    | 2 ottobre 2023  |
| 27 | Sonny Daze                          | Sonny l'imbroglione            | 17 dicembre 2022   | 3 ottobre 2023  |
| 28 | Rebel's Wonderful Way               | La dolcezza di Rebel           | 17 dicembre 2022   | 3 ottobre 2023  |
| 29 | Rockside Ravine                     | Il burrone di Rockslide        | 7 gennaio 2023     | 13 marzo 2023   |
| 30 | Flying Colors                       | La forza dei cuccioli          | 7 gennaio 2023     | 15 marzo 2023   |
| 31 | Thunderin' Thundertot               | La festa dei cuccioli          | 14 gennaio 2023    | 4 ottobre 2023  |
| 32 | Clara's Shortcut Rut                | La scorciatoia di Clara        | 14 gennaio 2023    | 4 ottobre 2023  |
| 33 | Little Brother Blues                | La canzone dei fratelli minori | 18 febbraio 2023   | 5 ottobre 2023  |
| 34 | It Takes Two To Tango               | La lezione di Tango            | 18 febbraio 2023   | 5 ottobre 2023  |
| 35 | Birthday Bash-less                  | Compleanno con il cucciolo     | 11 marzo 2023      | 6 ottobre 2023  |
| 36 | Tickle Trouble                      | I solletichini                 | 11 marzo 2023      | 6 ottobre 2023  |
| 37 | A Pond Farewell                     | Arrivederci Flopper            | 1º aprile 2023     | 7 ottobre 2023  |
| 38 | Tyrannosaurus Wrecks                | Tyrannosaurus-Caos             | 1º aprile 2023     | 7 ottobre 2023  |
| 39 | The Dilo Difference                 | Lo Spaventa-dattili            | 15 aprile 2023     | 8 ottobre 2023  |
| 40 | The Odd Partners                    | Una squadra particolare        | 15 aprile 2023     | 8 ottobre 2023  |
| 41 | Cautious Clover                     |                                | 29 aprile 2023     | 9 ottobre 2023  |
| 42 | Gentle Giselle                      |                                | 29 aprile 2023     | 9 ottobre 2023  |
| 43 | The Power of Two                    | Lavoro di coppia               | 13 maggio 2023     | 10 ottobre 2023 |
| 44 | Min's Dino Mite Mistake             | Errore di valutazione          | 13 maggio 2023     | 10 ottobre 2023 |
| 45 | Supersauruses- Ride!                | Tutti per uno                  | 27 maggio 2023     | 11 ottobre 2023 |
| 46 | A Difficult Dino Doctor Day         | Un paziente spaventato         | 27 maggio 2023     | 11 ottobre 2023 |
| 47 | Clover Takes Over                   | Clover l'eroe                  | 10 giugno 2023     | 12 ottobre 2023 |
| 48 | You're More Than Your Roar          | Il mal di gola di Biscuit      | 10 giugno 2023     | 12 ottobre 2023 |
| 49 | Dino Patient Pileup                 | Una mandria di dino-pazienti   | 24 giugno 2023     | 13 ottobre 2023 |
| 50 | Sonny Wings it                      | I cactus calmanti              | 24 giugno 2023     | 13 ottobre 2023 |
| 51 | Twister with a Chance of Thundertot | Amicizie improbabili           | 8 luglio 2023      | 14 ottobre 2023 |
| 52 | Flight of the Bumbling Ogie         | Il primo volo di Ogie          | 8 luglio 2023      | 14 ottobre 2023 |

## Terza stagione
| n° | Titolo originale              | Titolo italiano           | Prima TV originale | Prima TV Italia |
| -- | ----------------------------- | ------------------------- | ------------------ | --------------- |
| 1  | Hankie Comes Out of Her Shell | La piccola Hankie         | 11 settembre 2023  | 4 marzo 2024    |
| 2  | Min's Missing Care Case       | Un super raffreddore      | 11 settembre 2023  | 4 marzo 2024    |
| 3  | A Dino Mite Graduation        | Una nuova casa per Flapsy | 18 settembre 2023  | 5 marzo 2024    |
| 4  | Eye in the Sky                | Gli occhiali di Pteddy    | 18 settembre 2023  | 5 marzo 2024    |
| 5  | Clash of the Dinos            |                           | 25 settembre 2023  |                 |
| 6  | Steady As We Go               |                           | 25 settembre 2023  |                 |
| 7  | No Nest for the Wicked        |                           | 2 ottobre 2023     |                 |
| 8  | Clara Winhorn!                |                           | 2 ottobre 2023     |                 |
| 9  | The Sneakasaurus              |                           | 16 ottobre 2023    |                 |
| 10 | Sonny's T-Rex Turmoil         |                           | 16 ottobre 2023    |                 |
| 11 | The Bronto Bully              |                           | 6 novembre 2023    |                 |
| 12 | The Rustler and the Rumbler   |                           | 6 novembre 2023    |                 |
| 13 | The Yeti-Saurus               |                           | 20 novembre 2023   |                 |
| 14 | Wiggle-Tooth Tango            |                           | 20 novembre 2023   |                 |
| 15 | A Laughing Matter             |                           | 4 dicembre 2023    |                 |
| 16 | Great Minds Think of Ike      |                           | 4 dicembre 2023    |                 |
| 17 | Grand Ole Tree                |                           | 8 gennaio 2024     |                 |
| 18 | A Big Friend for Little Sadie |                           | 8 gennaio 2024     |                 |
| 19 | The Polka-Dot Parasaur        |                           | 22 gennaio 2024    |                 |
| 20 | Dusty the Digging Dino        |                           | 22 gennaio 2024    |                 |
| 21 | Some Assembly Required        |                           | 26 febbraio 2024   |                 |
| 22 | Angus's Pride and Joy         |                           | 26 febbraio 2024   |                 |